# الدوري الجنوبي لكرة القدم 1983–84
الدوري الجنوبي لكرة القدم 1983–84 (بالإنجليزية: 1983–84 Southern Football League)‏ هو موسم من الدوري الجنوبي الممتاز، الذي يعد أعلى دوري كرة قدم في جمهورية أيرلندا، فاز فيه نادي دارتفورد.